# Primera Iglesia Presbiteriana (Jacksonville)
La Primera Iglesia Presbiteriana es una histórica iglesia presbiteriana ubicada en el 200 de E. Clinton Street en Jacksonville, Alabama, Estados Unidos. Fue construida en 1859 y agregado al Registro Nacional de Lugares Históricos en 1982.

## Galería

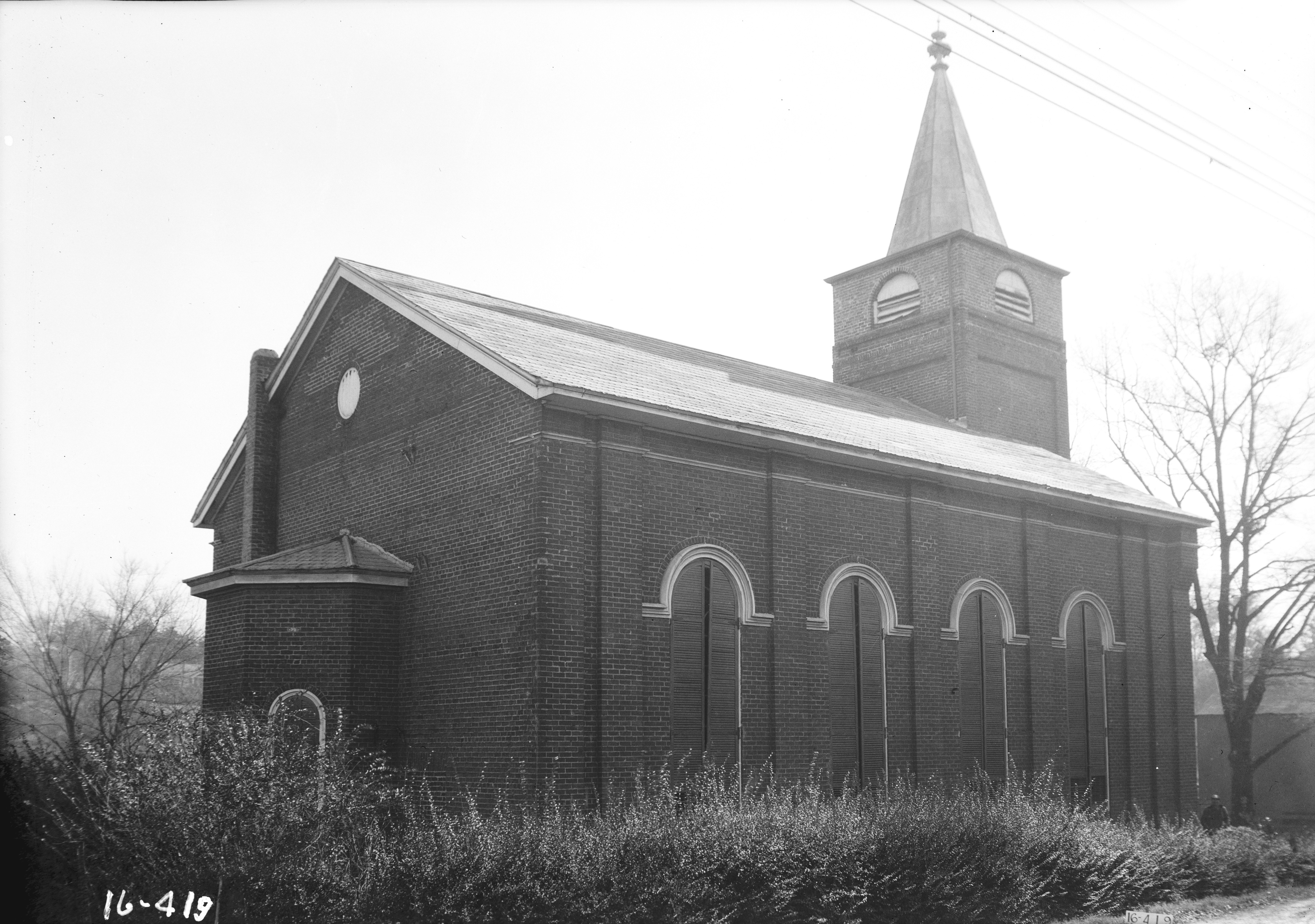
1935
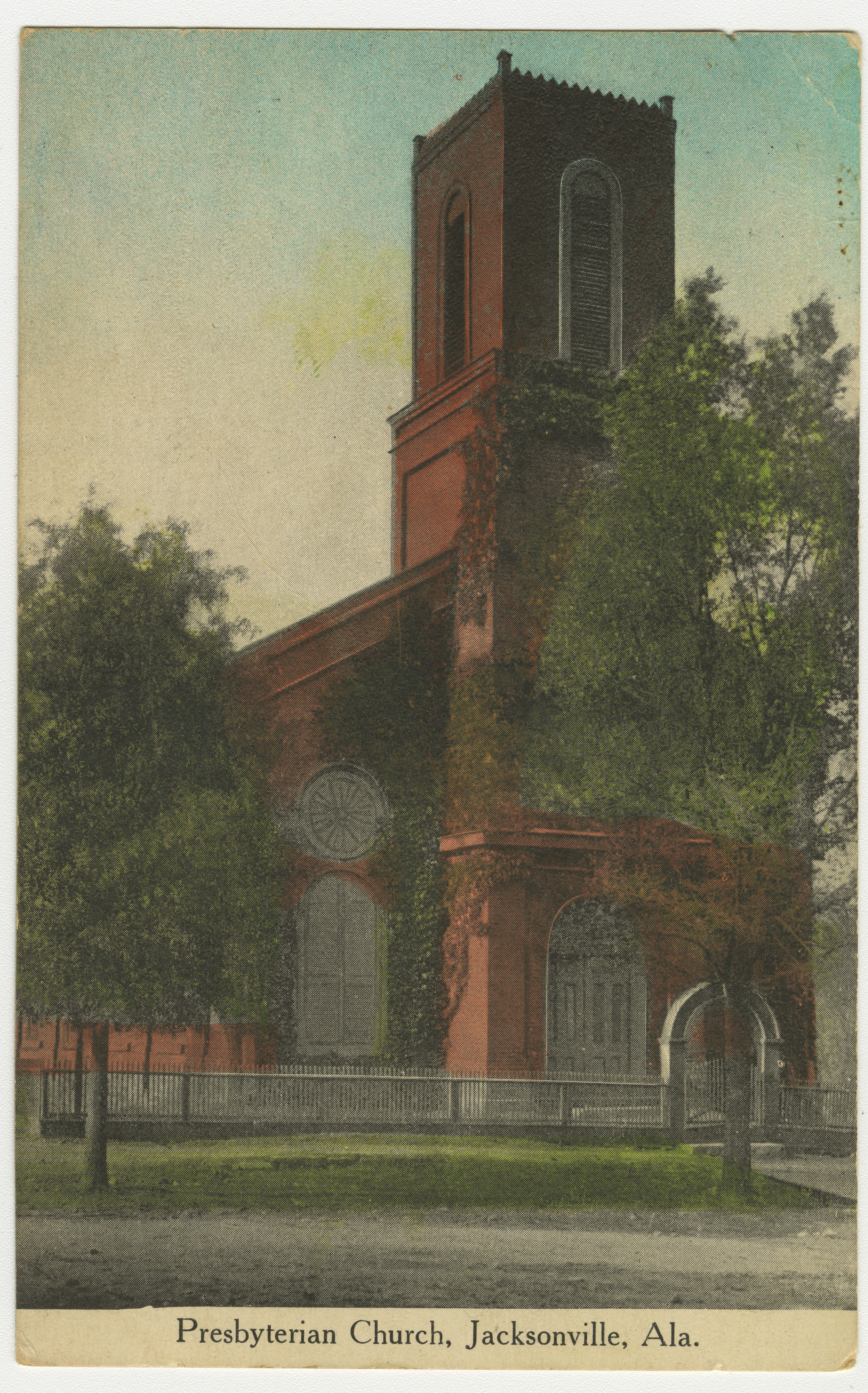
En una postal temprana